# یوبی‌سافت بلو بایت
یوبی‌سافت بلو بایت (انگلیسی: Ubisoft Blue Byte) شرکت بازی ویدئویی آلمانی است، که در سال ۱۹۸۸ تأسیس شد.